# Psychotria karemaensis
Psychotria karemaensis är en måreväxtart som beskrevs av Seymour Hans Sohmer. Psychotria karemaensis ingår i släktet Psychotria och familjen måreväxter. Inga underarter finns listade i Catalogue of Life.